# Lalova
Lalova è un comune della Moldavia situato nel distretto di Rezina di 1.349 abitanti al censimento del 2004

## Località
Il comune è formato dall'insieme delle seguenti località (popolazione 2004):
- Lalova (1.027 abitanti)
- Nistreni (8 abitanti)
- Ţipova (314 abitanti)